# Dhimitër Kacimbra
Dhimitër Kacimbra (ur. w maju 1875 w Përmecie, zm. w latach 50. XX wieku) – albański polityk i prawnik, minister sprawiedliwości w roku 1921.

## Życiorys
Po ukończeniu greckojęzycznej szkoły w rodzinnej miejscowości studiował prawo na uniwersytecie w Stambule. W latach 1903–1908 pracował jako adwokat w Meçove. W tym samym czasie pracował jako nauczyciel języka tureckiego w szkole greckiej. Od 1908 pracował w sądach okręgowych - początkowo w Margelliçi, a następnie we Wlorze i w Himarze. W 1913 powrócił do praktyki adwokackiej. W czasie I wojny światowej wykonywał zawód notariusza w Përmecie.
W 1920 wziął udział w kongresie albańskich działaczy narodowych w Lushnji. W tym samym roku został wybrany deputowanym do Rady Narodowej Albanii, jako przedstawiciel Partii Ludowej (Partia Popullore). W parlamencie zasiadał w latach 1920-1924, a następnie w latach 1932-1944. W 1920 kierował pracami parlamentu, a w 1921 pełnił krótko funkcję ministra sprawiedliwości. W 1923 uczestniczył w negocjacjach z Patriarchą Ekumenicznym związanych ze staraniami o uzyskanie autokefalii Albańskiego Kościoła Prawosławnego.
Od 1932 pracował jako prokurator w sądach okręgowych. Zmarł w latach 50. XX wieku w niejasnych okolicznościach.